# Eurytoma tenebrica
Eurytoma tenebrica is een vliesvleugelig insect uit de familie Eurytomidae. De wetenschappelijke naam is voor het eerst geldig gepubliceerd in 1909 door Crosby.